# European Communities Act 1972 (Royaume-Uni)
Ne doit pas être confondu avec European Communities Act 1972 (Irlande).
Lire en ligne

www.legislation.gov.uk (version originale)
www.legislation.gov.uk (version amendée)

L’European Communities Act 1972 est une loi du Parlement du Royaume-Uni de Grande-Bretagne et d'Irlande du Nord à propos de l'adhésion du Royaume-Uni à la Communauté économique européenne. Il ne doit pas être confondu avec l'acte irlandais du même nom (Act No. 27 of 1972).

## Contenu
En signant l'acte d'adhésion aux Communautés européennes (traité de Bruxelles de 1972), la question de la souveraineté du Parlement et sa subordination au droit communautaire s'est posée. L'adoption de cette loi par le Parlement a permis au gouvernement du Royaume-Uni d'incorporer les traités communautaires dans son droit national, sans quoi ces traités (de droit européen) n'auraient eu aucune valeur juridique en dépit de leur ratification. 
L'acte définit dans l'article 2 (2), la possibilité pour les ministres du gouvernement de mettre en œuvre les changements nécessaires pour que le droit britannique soit en conformité avec le droit européen (par exemple, les décisions de la Cour européenne de justice et directives de l'UE). Il définit également dans l'article 2 (4), la primauté du droit communautaire sur le droit national au Royaume-Uni et dans les zones de souveraineté à statut spécifique.

## Sources

## Compléments